# Françoise d'Amboise
Françoise d'Amboise, née le 9 mai 1427 à Thouars et morte le 4 novembre 1485 à Bouguenais, près de Nantes, est une femme de la haute noblesse, duchesse de Bretagne de 1450 à 1457 par son mariage avec Pierre II. 
C'est également une personnalité religieuse de premier plan. Veuve sans enfants, elle refuse d'être remariée afin d'entrer dans les ordres. En 1463, elle est la fondatrice du premier carmel féminin de France et de Bretagne à Vannes, le troisième de l'histoire de l'ordre du Carmel. Elle entre elle-même au carmel de Vannes en 1468, dont elle devient par la suite la prieure, puis, en 1477, crée le carmel des Couëts à Bouguenais, qu'elle dirige jusqu'à sa mort. Elle est béatifiée quelques années après sa mort.

## Biographie

### Origines familiales et enfance
Françoise d'Amboise, née le 9 mai 1427 à Thouars.
Elle est la fille du riche seigneur Louis d'Amboise, prince de Talmont et vicomte de Thouars, et de Louise-Marie de Rieux. Elle naît au château de Thouars. Elle est l’aînée des trois enfants du couple, qui sont toutes des filles.
En pleine guerre de Cent Ans, sa mère s'enfuit avec elle pour échapper à la violence des grands seigneurs, et elles se réfugient à la cour de Bretagne, qui réside à Vannes. Plus tard celle-ci est déplacée à Nantes.

### Duchesse de Bretagne
Dès l'âge de trois ans, elle est fiancée au second fils du duc de Bretagne nommé Pierre. Le mariage a lieu en 1442, elle est alors âgée de quinze ans. Les jeunes époux s'installent au château de Guingamp.
Après la mort inopinée de son frère en 1450, Pierre devient duc de Bretagne, au mois d’août 1450, sous le nom de Pierre II de Bretagne. À cette date, Françoise est déjà très aimée et appréciée pour son entrain, sa gaieté et sa patience. Après son couronnement, elle est rapidement nommée « la bonne duchesse ».
Devenue duchesse, Françoise d'Amboise prend une part discrète mais active au gouvernement de Bretagne. Elle vient en aide aux petits, aux pauvres et aux malades. Elle s'occupe aussi des questions de justice. Son époux, le duc Pierre II, est emporté par la maladie en 1457.

### Une veuve recherchée
Veuve sans avoir eu d'enfant, elle souhaite se faire religieuse. Mais sa famille s’oppose à ce projet. Le duc Arthur III estime qu'« une riche et jeune douairière n’entre pas en religion ». Son père, Louis d'Amboise menace de la déshériter. Malgré ces pressions, elle reste déterminée
Étant donné qu'elle est le premier enfant du vicomte d'Amboise, qui n'a que trois filles, donc son héritière de premier rang, Louis XI (1423-1483), devenu roi de France en 1461, a le projet de la remarier avec l'un de ses familiers[Qui ?], afin d'annexer la vicomté de Thouars au domaine royal. 
Le roi vient en Bretagne et essaie de la faire venir à Nantes afin de la décider à le suivre à la cour. Il envisage même à la faire enlever. Grâce au dévouement de l’amiral Quelennec et au soutien du peuple nantais qui lui garde une grande affection, Françoise d'Amboise parvient à échapper à ces complots.

### Entrée au Carmel de Vannes (1468)
Quelques années avant la mort de son époux, la duchesse Françoise avait installé un couvent de Clarisses à Nantes. Veuve, elle fait deux tentatives pour intégrer leur communauté, mais ce sont des échecs (sa santé trop fragile l'empêche d'intégrer la communauté).
Françoise rencontre alors Jean Soreth, prieur général de l'ordre du Carmel, qui est de passage en Bretagne pour visiter les couvents de Carmes déchaux. Au cours des dix années précédentes, Jean Soreth a fondé trois couvents de femmes suivant la règle du Carmel dans les Pays-Bas bourguignons. Il souhaite ouvrir de nouveaux couvents en Bretagne. Séduite par son projet, Françoise fait alors construire une maison à Vannes, à proximité du couvent des frères Carmes (fondé en 1427), dans le quartier du Bondon : ce sera le premier carmel féminin en Bretagne.
Le 2 novembre 1463, neuf religieuses arrivent de Liège pour prendre possession de ce couvent qui sera nommé les « Trois-Marie » (Marie, la mère de Jésus, Marie Salomé et Marie Jacobé). 
Vers 1465, elle fait écrire et enluminer un psautier sur vélin de 174 feuillets et 31 grandes miniatures. Ce livre d'heures à l'usage du diocèse de Rennes contient sur un feuillet une note confirmant son origine (Ce Pseautier etoit conservé à la Communauté de Nazareth et etoit à l’usage de Françoise D’Amboise Leur fondatrice environ 1480) et les fêtes en lettres rouges, de Marie Cléophas au 25 mai, et de Marie Salomé au 22 octobre. Ce manuscrit a été acheté par J. Pierpont Morgan en 1902 au profit de la Pierpont Morgan Library de New-York.
Trois ans plus tard, après avoir réglé des affaires difficiles et déjoué les projets de mariage, Françoise entre dans ce monastère le 25 mars 1468. L'année suivante, elle fait sa profession religieuse. 
Françoise est élue prieure de la communauté de Vannes quelque temps de partir pour les Couëts près de Nantes.

### Au monastère des Couëts (1477-1485)
En 1477, le duc François II, son neveu, l'appelle à Nantes pour redresser le monastère de bénédictines des Couëts (dépendant de la paroisse Saint-Pierre de Bouguenais, située au sud de la Loire et au sud-ouest de la ville), où la discipline serait trop relâchée. 
La communauté des carmélites quitte alors Vannes et s'installe aux Couëts, qui devient un monastère de carmélites.
Dans son couvent, elle fait appel au dominicain Alain de la Roche qui établit la dévotion du Rosaire. L'histoire a retenu que Mère Françoise exerce sa charge de prieure avec douceur, fermeté, mais aussi humilité et dévouement.
Quand une sœur du couvent est atteinte de la peste, Mère Françoise insiste pour soigner personnellement la malade. Elle contracte à son tour la maladie qui lui sera fatale.

### Mort et funérailles
Elle meurt le 4 novembre 1485, dans son monastère des Couëts, pendant qu'une religieuse fait la lecture de l'évangile de la Passion. Ses dernières paroles sont : « Adieu mes filles, dit-elle, je vais expérimenter à présent ce que c'est que d'aimer Dieu ; je me rends à lui ! ».

### Autres monastères de carmélites en Bretagne
En plus de ce premier monastère, trois autres couvents de carmélites seront établis en Bretagne suivant le modèle et les constitutions de ce premier couvent, lesquels se maintiendront jusqu'à la Révolution française :
- Nazareth, second couvent établi à Vannes en 1530
- le Saint-Sépulcre établi à Rennes en 1622
- Bethléem établi à Ploërmel en 1627[6].

## Postérité

### Constat d'incorruption du corps
Le corps de la bienheureuse Françoise, enfermé dans une châsse de plomb, avait été déjà sept ans sous terre à l'entrée du Chapitre, lorsqu'en 1492, la terre de son sépulcre s’éleva petit à petit, si haut qu'elle boucha presque tout à fait l'entrée du Chapitre. Ceci obligea le Père Vicaire, la Prieure et les religieuses de la maison à ouvrir le tombeau, et à sortir le cercueil de plomb qui fut ressenti léger comme s'il eût été de roseau. La châsse ouverte, le corps fut trouvé tout entier sans corruption et aussi frais que le jour de l'enterrement. Tout Nantes accourut pour contempler le corps par la grille les séparant du chœur des religieuses. Une religieuse ayant côtoyé la bienheureuse de son vivant, lui coupa le petit orteil d'un pied pour s'en faire une relique. Celui-ci commença à saigner abondamment ; épouvantée, elle replaça l'orteil au pied, lequel se rattacha alors solidement. L'ayant constaté, les religieuses, craignant que les Nantais souhaitent que le corps soit exposé à la vénération de tous, hors de leur enclos, firent en sorte qu'il leur fût laissé, et l'ensevelirent dans leur chapitre face à l'autel. (Françoise d'Amboise avait choisi par humilité d'être enterrée à l'entrée du Chapitre).

### Protection du corps pendant les guerres de La Ligue
En novembre 1568, un capitaine huguenot et quelques autres de Bas-Poitou, de Bretagne et de la Marche commune, délibérèrent d'aller mettre le feu au monastère de Scoëtz (Couëts), et d'en emporter le butin. Averties des intentions huguenotes, les religieuses prirent soin d'enterrer le corps de la Bienheureuse hors du Chapitre afin qu'il échappe aux assauts. La veille du nouvel enterrement, les ouvriers retirèrent la châsse de plomb, avec la même facilité, qu'en 1492. Le corps fut trouvé entier et sans corruption ; il fut offert tout le jour et la nuit suivante dans le chœur, aux prières et à la dévotion des sœurs. Entre onze heures et minuit, on entendit trois grands coups faisant craindre une attaque ; du 6 février au 1er novembre 1569, dans la crainte des huguenots, le père Maître Yves Langlois, vicaire du Couvent, se réfugia à la Fosse de Nantes avec les religieuses. De retour au monastère, quelques huguenots de leurs parentés leur rapportèrent qu'une nuit claire de novembre 1568, leur compagnie se présenta devant leur monastère afin d'y mettre le feu ; entre onze heures et minuit, l'obscurité se fit telle qu'ils ne se voyaient plus les uns les autres ;  ils se sentirent alors invisiblement repoussés et s’écartant, ils s'égarèrent  jusqu'à se retrouver au bourg de Vertou où ils mirent le feu au monastère de Vertou, pensant que c'était celui des Couëts. Les religieuses comprirent alors l'origine des trois grands coups dans le chœur.

### Rassemblement des reliques
Le 30 mars 1762, en vue de le reconditionner et mieux le protéger, Pierre Mauclerc de la Muzanchère, évêque de Nantes, fit le procès verbal de l’état dans lequel fut trouvé le corps de la bienheureuse après ouverture de son caveau à la demande des carmélites du monastère des Couëts.

Sur la pierre tombale est gravé :

« Cy-gît très haute et noble dame soeur Françoise d'Amboise, en son vivant duchesse de Bretagne, épouse du bon duc Pierre, emprès la mort duquel entra en la sainte et dévote religion de Notre Dame du Carme, et print l'habit le jour de l'Incarnation de Notre Seigneur, mille quatre cent soixante huit, et au dit jour fit sa profession, l'an révolu, vivant sous clôture et entière observance et bonne réformation jusqu'à son trépas qui fut le quatrième jour de novembre au vendredy, à heure de none 1485. »

On pouvait également y lire cette épitaphe :

« Cy dedans git haulte & très-noble
Dame Franczoise d'Amboyse, qui Duchesse
Fut des Bretons, aymant de cœur et d'âme
Le Duc Pierre son époux de noblesse,
Quel décebda, dont elle eut grant angoisse.
Lors se rendit en la Religion
Nostre Dame dou Carme la maistresse,
Pour acquérir des cieulx la région.
Son corps print fin en réformacion
Mil quatre cent, le quart jour de Novembre,
Quatreving-cincq, en contemplacion.
Prions Jésus, que d'elle se remembre. »

Le tombeau contenait une châsse de bois mal fermée renfermant un cercueil de plomb long de cinq pieds deux pouces, et large de quinze pouces, enveloppé d’une toile, le tout percé par endroits et rongés par des insectes. Un petit sac de peau blanche cousu d’un fil blanc renfermait un papier du 20 mars 1679 : « Acte de reconnaissance à la Très Sainte  Duchesse Françoise d'Amboise, par lequel F. Sulpice, récollet de Nantes au Prieuré des Couëts reconnaît son intercession dans ses guérisons de trois maladies mortelles et pour lesquelles il a composé les litanies depuis chantées par les religieuses du monastère. » Du corps subsistait:
- La tête entière et les dents, en leur plus grande partie encore attachées aux machoires supérieure et inférieure
- Les clavicules droite et gauche
- Les deux humerus
- Les cubitus
- Les femurs
- Un os du bassin
- Douze vertèbres
- Deux astragales
- Les phalanges des métatarses et metacarpes
- Différentes parcelles d'ossements
- Des morceaux de la robe, du manteau, du voile et du scapulaire
- Le bouton du manteau en son entier
- Une partie de son crucifix en os, et plusieurs grains du chapelet de bois de saint Vincent Ferrier que sa belle-mère la duchesse Jeanne, épouse de Jean V, formée spirituellement par le saint homme, lui avait légué avant de mourir.

Le tout fut rassemblé dans trois boîtes en bois et replacé dans le tombeau.

### Sauvetage des reliques pendant la Révolution
Lors de la dévastation du Couvent les révolutionnaires réclamèrent le cercueil de la Bonne Mère Duchesse qu'ils croyaient en vermeil. Bien que constitué de plomb il servirait à faire des balles. On jeta les ossements, puis on joua avec. Les religieuses (qui seront expulsées pour la troisième fois en 1792) parvinrent à sauver la tête et quelques ossements qui furent placés dans une boîte garnie de soie et enterrée au village des Couëts, dans le jardin du sacristain du couvent, au pied d'une guimauve royale. Cela donna lieu à des pèlerinages nocturnes où l'on apportait du linge pour le mettre en contact avec la tombe. Attaqué par l'humidité, ce qui restait du contenu de la boîte fut caché dans une chambre à la merci des rongeurs. De là, vers 1800, on fit porter la boîte et d'autres effets de l'ancien monastère dans une maison nantaise où logeaient les dernières religieuses subsistantes des Couëts. Celles-ci gardèrent précieusement les reliques jusqu'à leur dépôt au couvent de la Grande Providence (paroisse Saint-Donatien à Nantes) par la dernière survivante qui avait tenté sans succès en 1817 de relever la Communauté de Nazareth à Vannes.

### Béatification et vénération
Quelques années après sa mort, elle est proclamée bienheureuse par Innocent VIII.
En 1863, le pape Pie IX reconfirme la béatification de Françoise d'Amboise. Cet événement provoque une certaine ferveur dans le diocèse à l’égard de la Bienheureuse Françoise, et plusieurs calvaires de la Bonne Duchesse sont dressés par les fidèles Bretons.
Sa mémoire liturgique est célébrée le 4 novembre. Dans l'Ordre du Carmel, c'est le 5 novembre avec rang de mémoire facultative.
Un grand reliquaire contenant ses reliques, exposées à la vénération des fidèles, se trouve dans une chapelle latérale de la cathédrale Saint-Pierre-et-Saint-Paul de Nantes. Un autel lui est également dédié dans la cathédrale même.

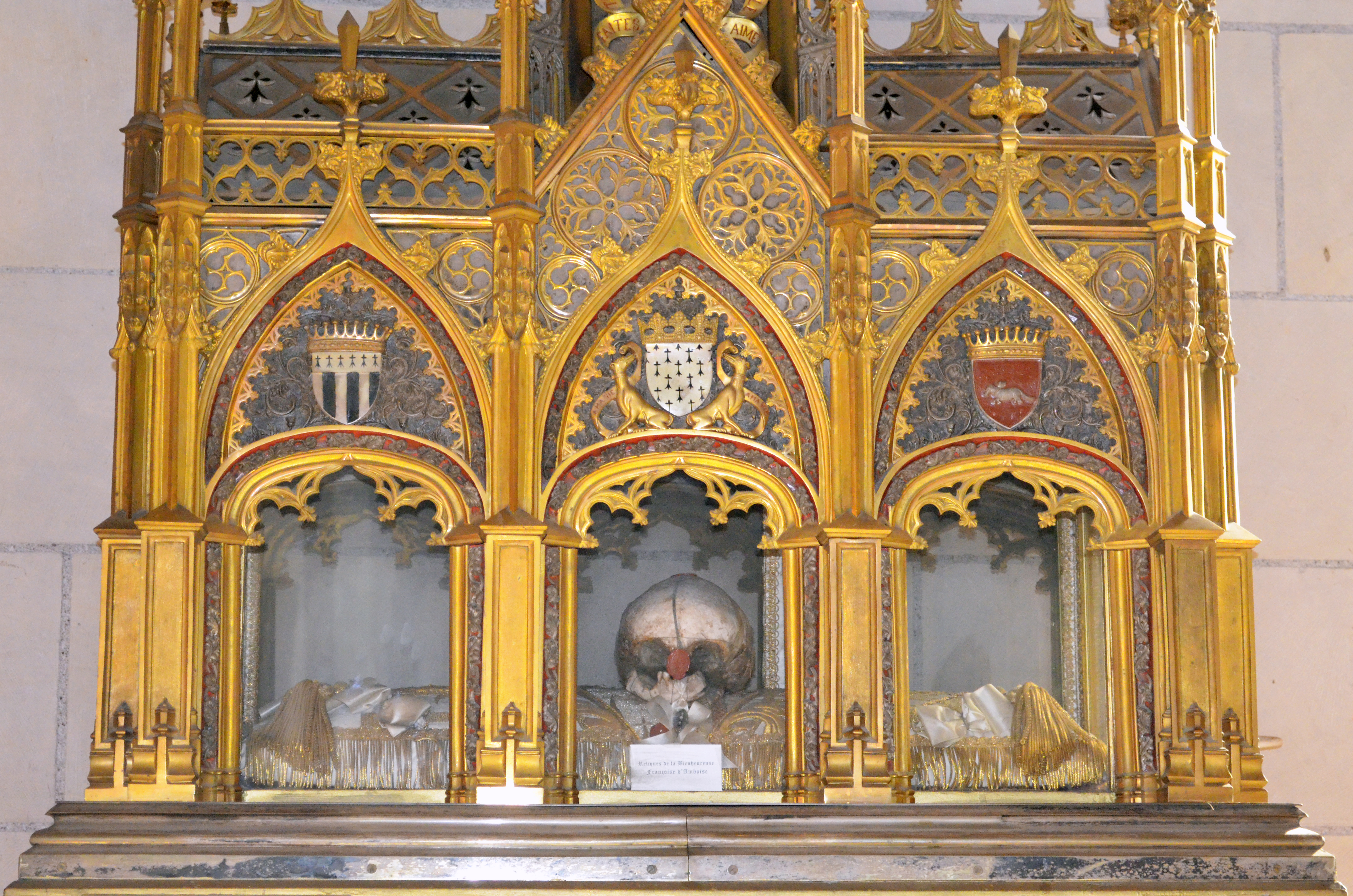
Reliquaire contenant son crâne dans la sacristie de la cathédrale Saint-Pierre-et-Saint-Paul de Nantes
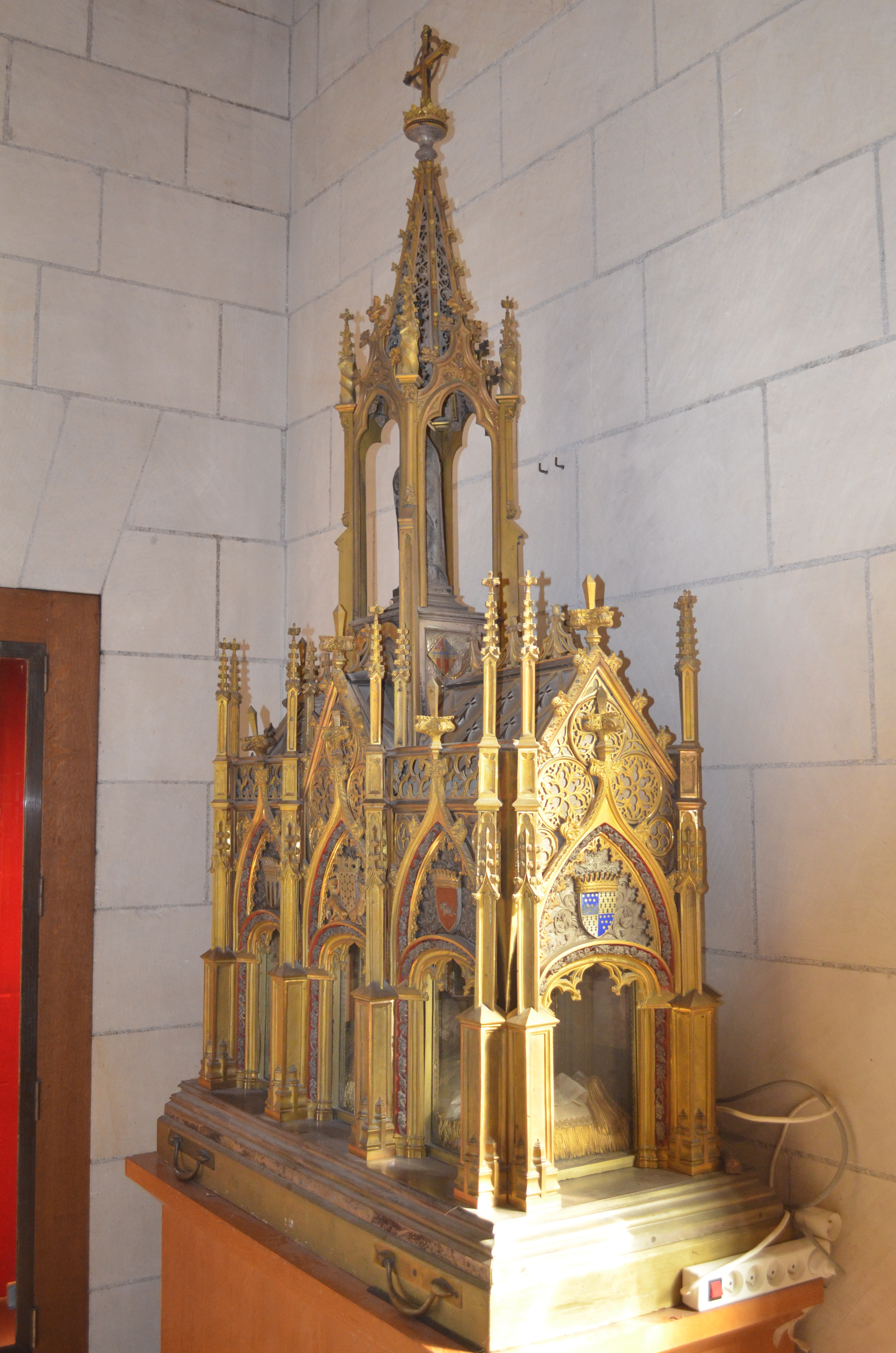
Autre vue du reliquaire
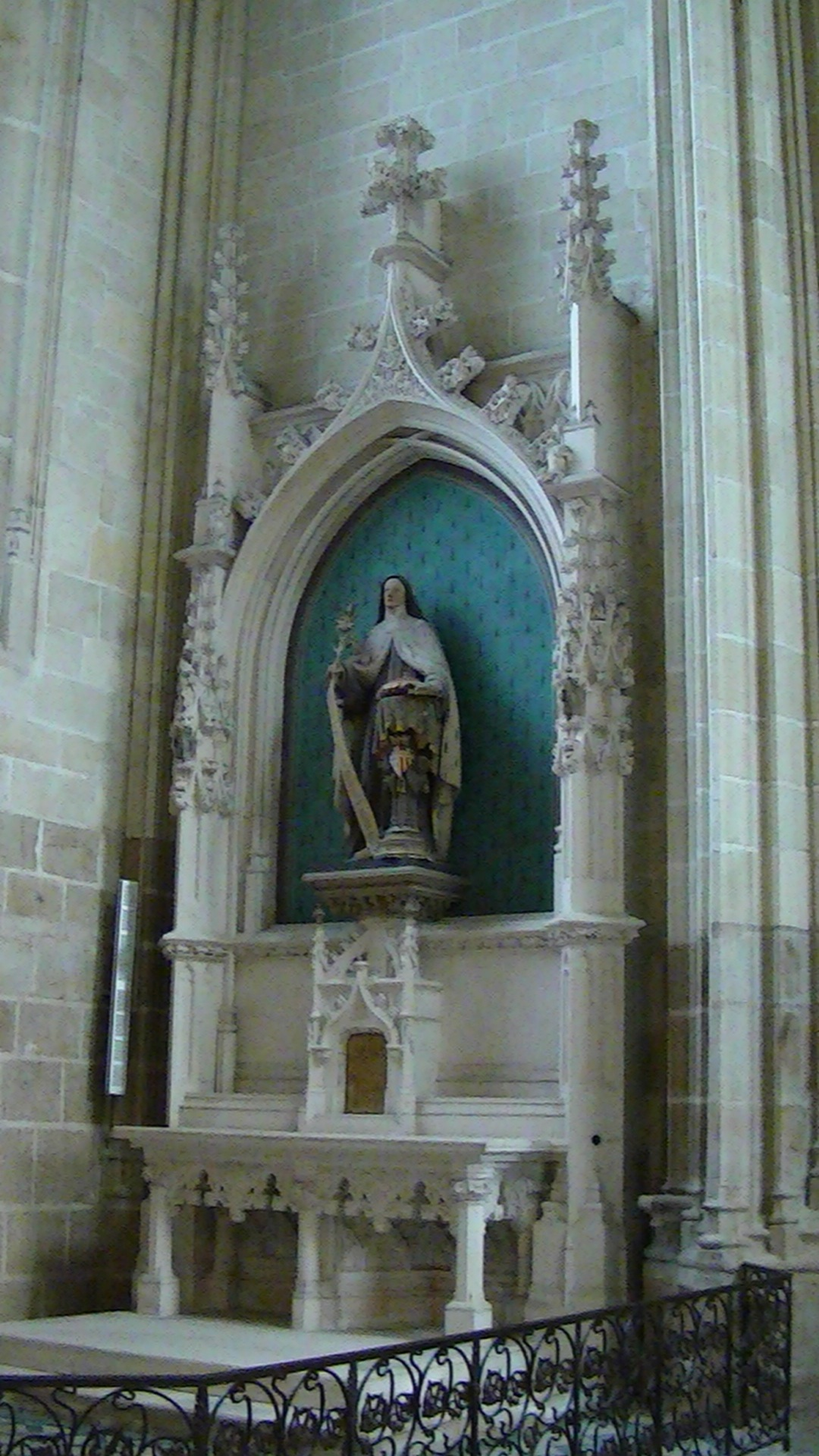
Chapelle dédiée à Françoise d'Ambroise, située dans la cathédrale de Nantes.
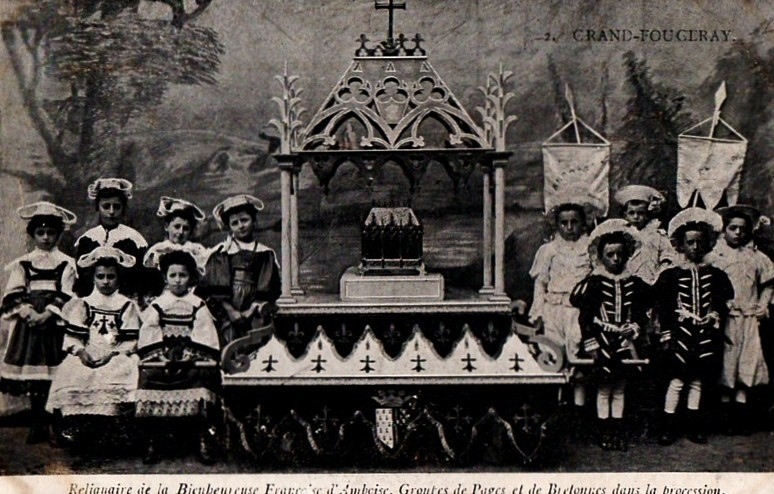
Grand-Fougeray ː reliquaire de la bienheureuse Françoise d'Amboise, entouré de pages et de Bretonnes lors d'une procession (carte postale).

### Galerie

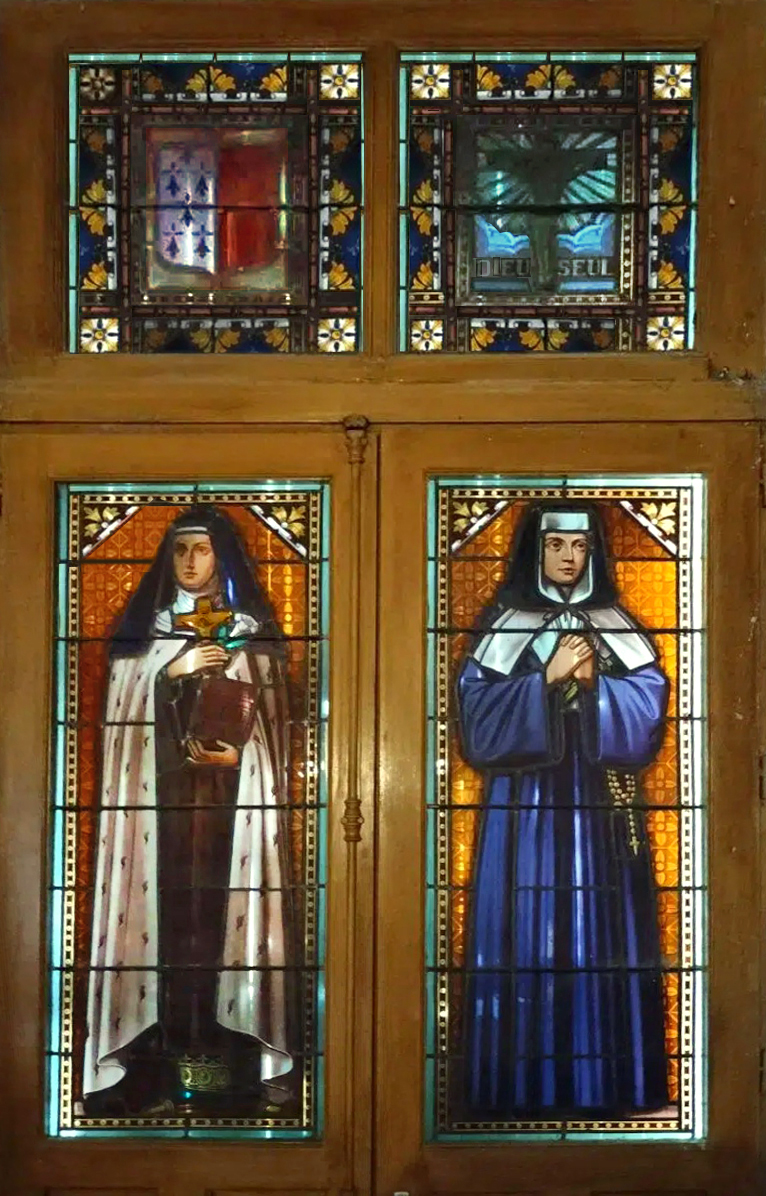
Portraits vitrail (XIXe siècle) de Françoise d'Amboise et Thérèse d'Avila, ornant la chapelle (désacralisée) de l'ancien monastère de la Grande Providence de Nantes devenu maison de retraite.
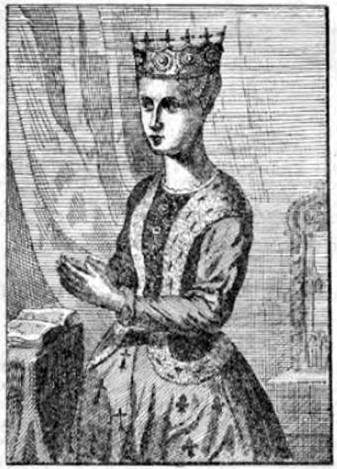
Gravure de Françoise d'Ambroise tirée de l'ouvrage "Vie des Saints" en langue bretonne par Yann-Vari Perrot (1912).
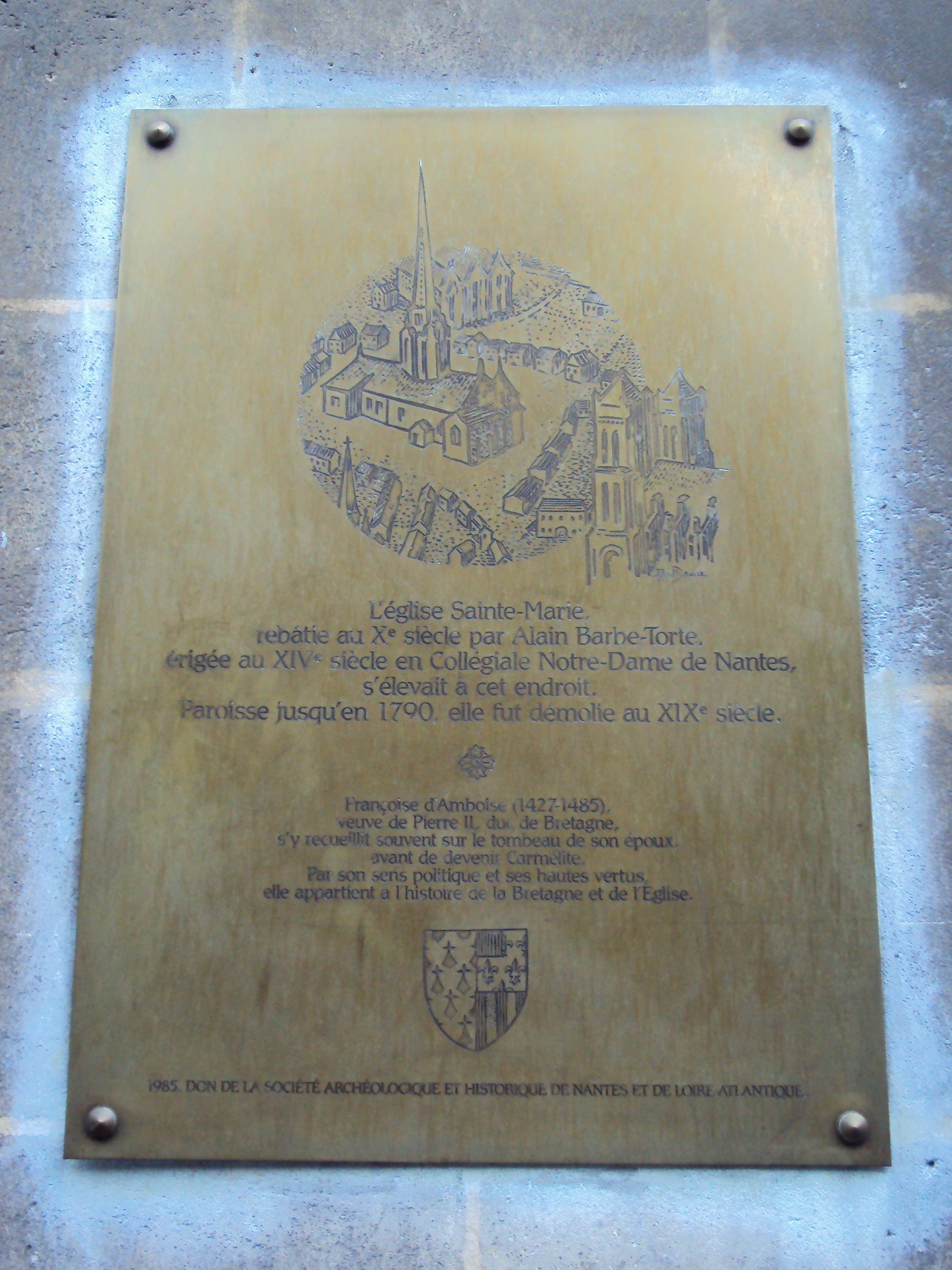
Plaque commémorative de la Collégiale Notre-Dame de Nantes, place Dumoustier à Nantes, dans laquelle Françoise d'Amboise se recueillait sur le tombeau de son époux. Par son sens politique et ses hautes vertus, elle appartient à l'histoire de la Bretagne et de l'Église.
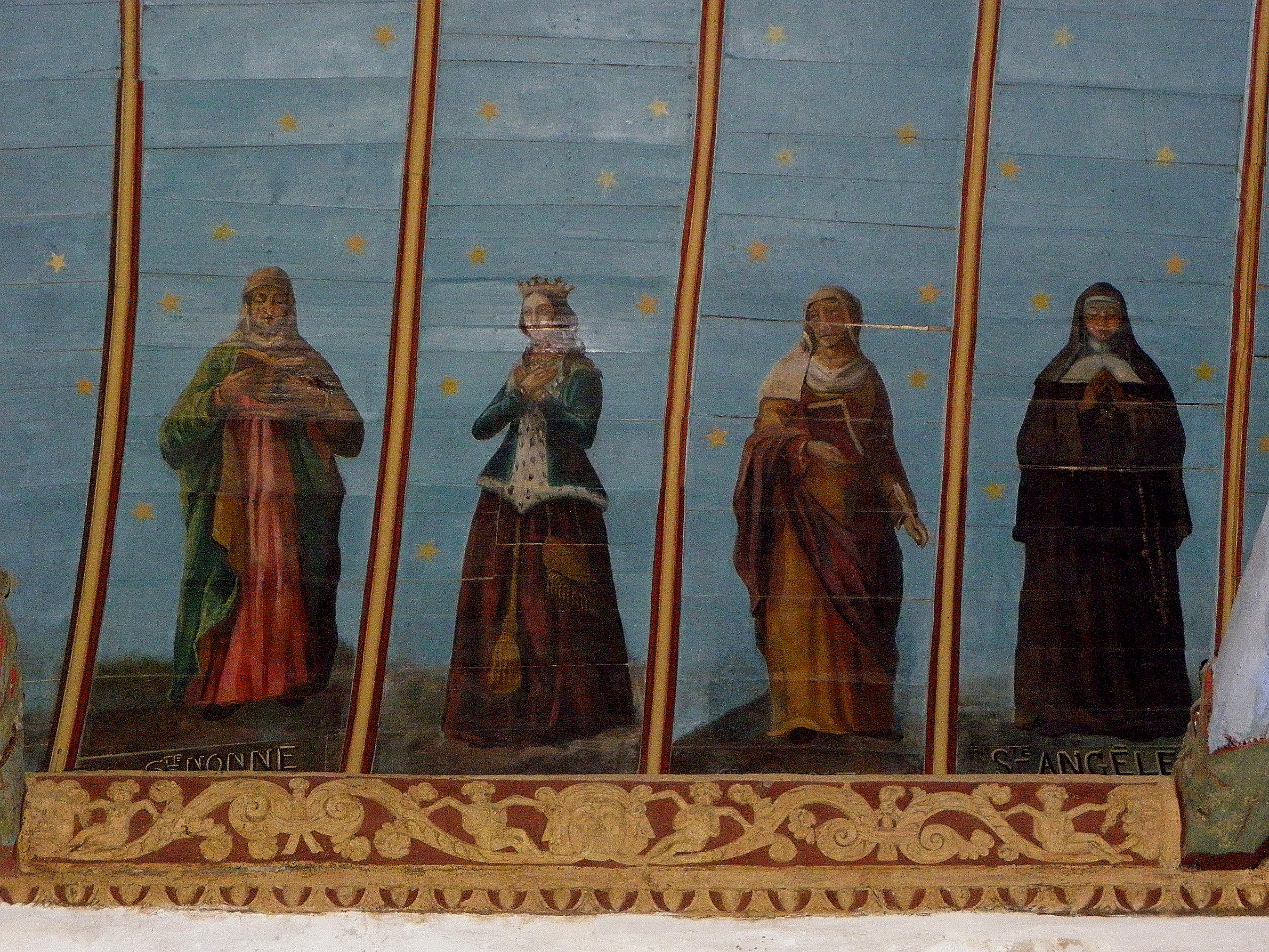
Voûtes peintes de l'église Sainte-Nonne de Dirinon par Jean Louis Nicolas(milieu XIXe siècle).
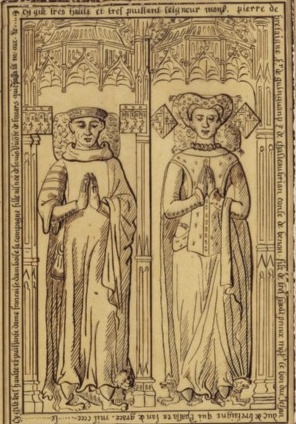
Tombeau de Pierre II de Bretagne et de Françoise d'Amboise.
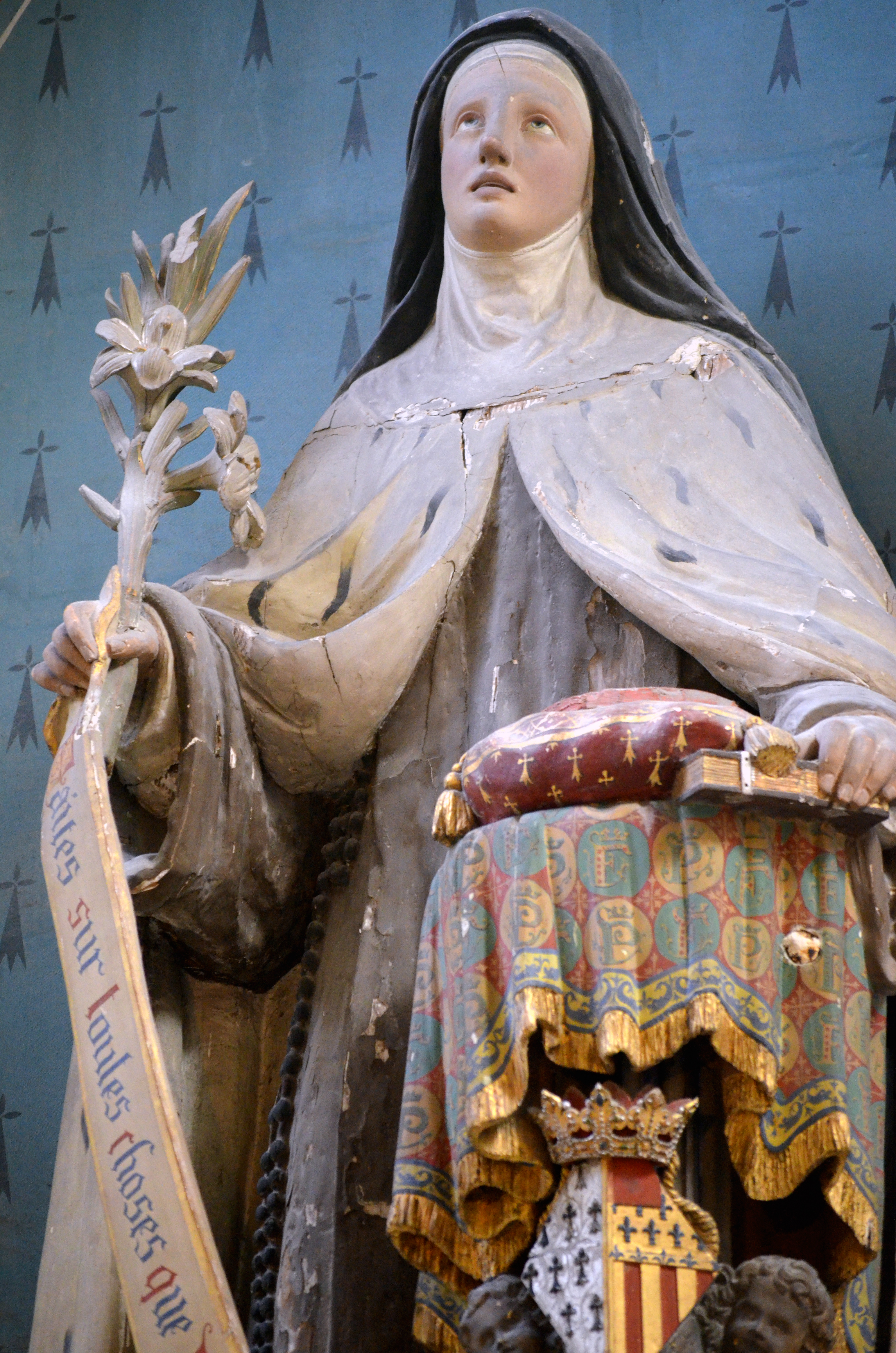
Sa statue dans la cathédrale Saint-Pierre-et-Saint-Paul de Nantes.
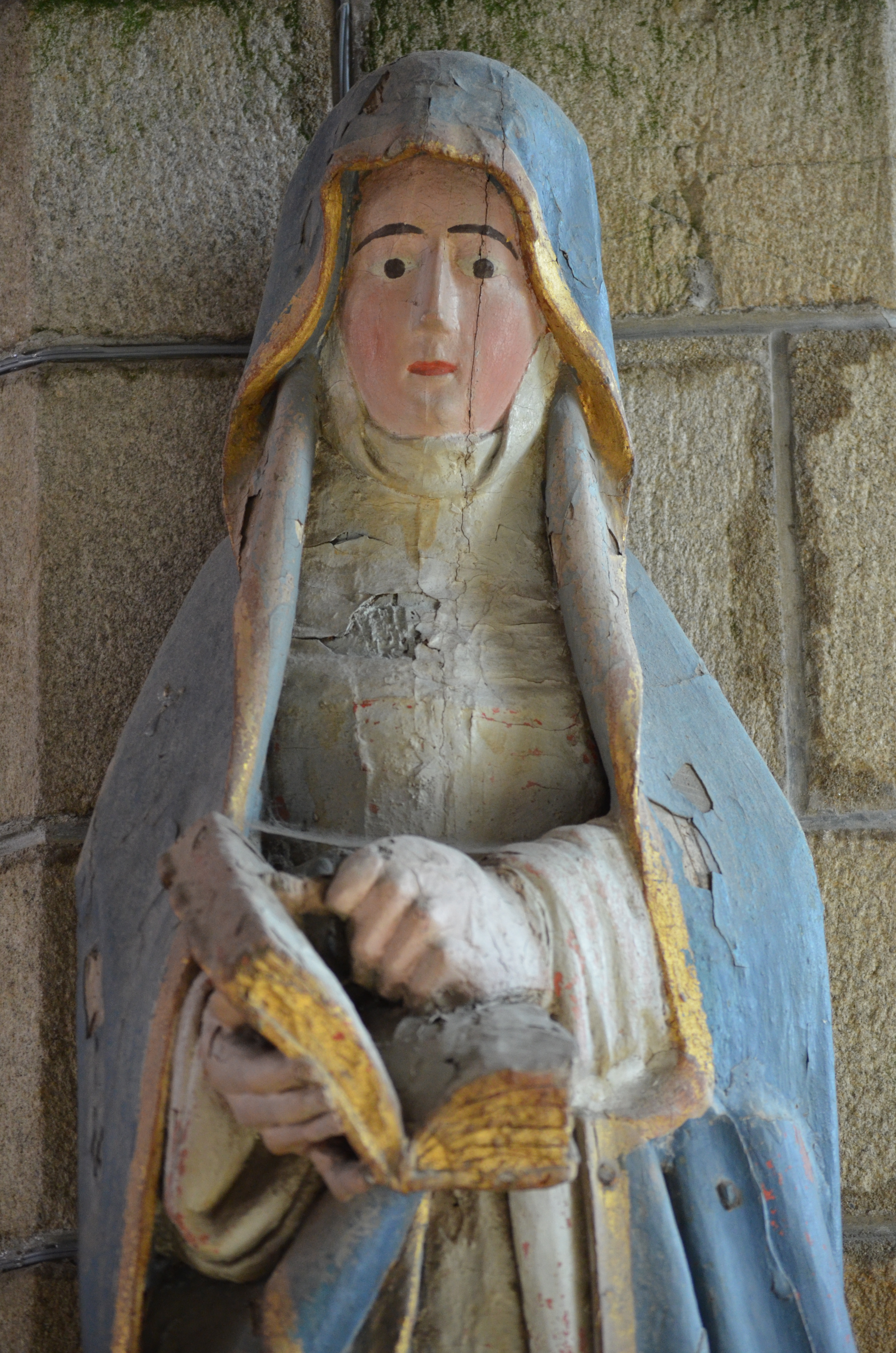
Sa statue dans l'église collégiale Notre-Dame-de-la-Tronchaye à Rochefort-en-Terre.
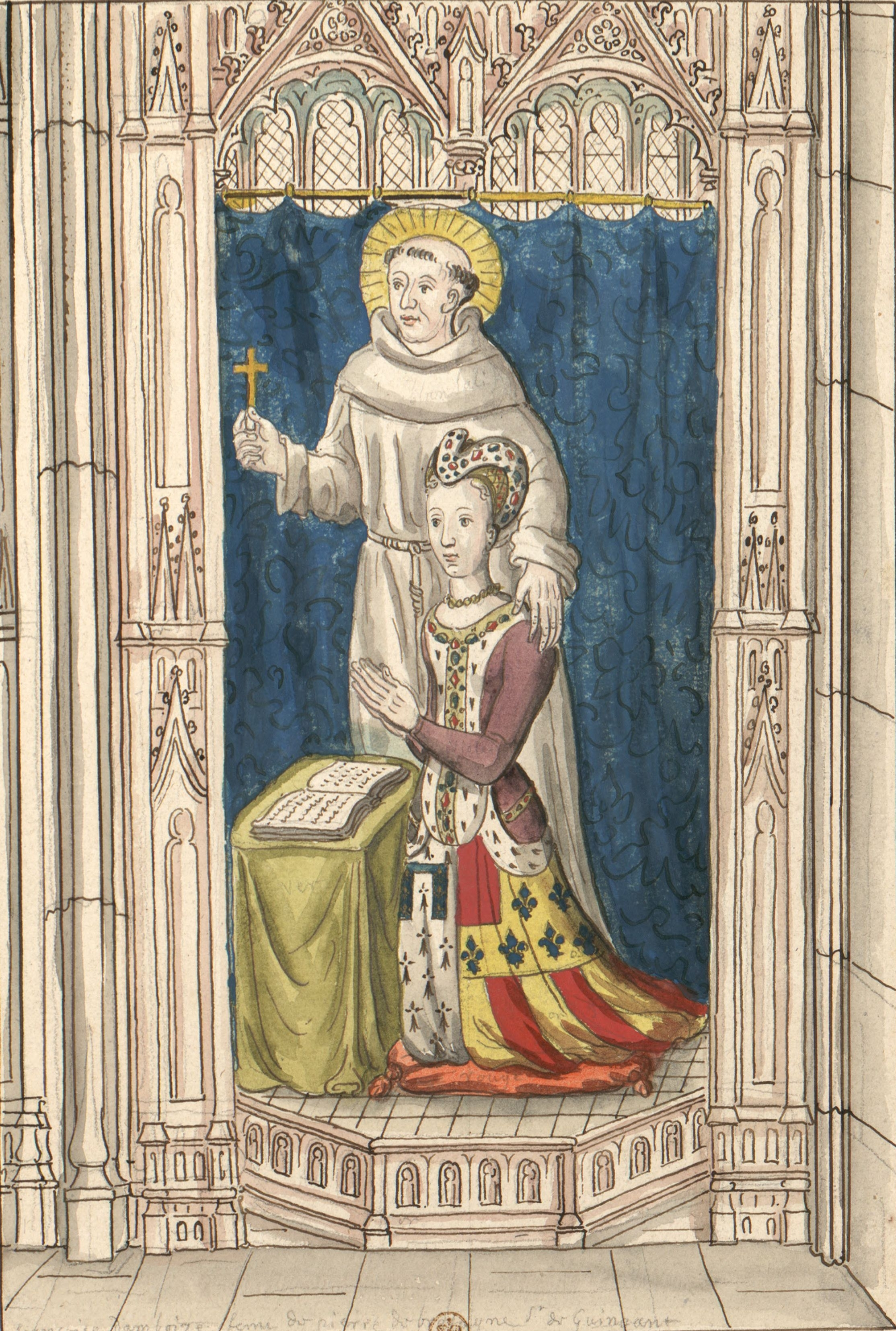
Gravure de Françoise d'Amboise en prière à l'église Notre-Dame de Nantes, document BnF.
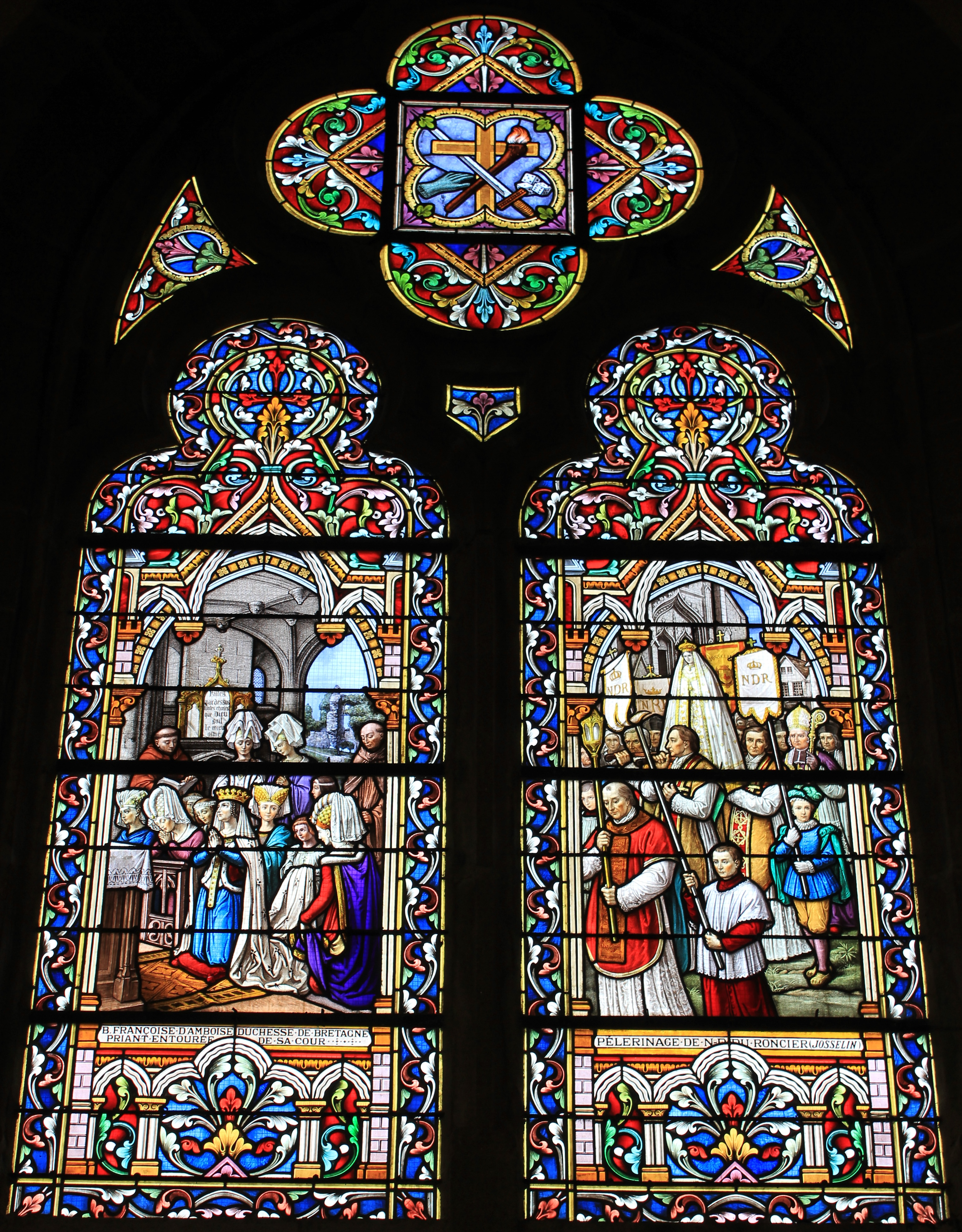
Françoise d'Amboise duchesse de Bretagne priant entourée de sa cour (gauche) sur un vitrail du début du XXe siècle dans l'église Saint-Clair de Réguiny.

### Citations
Françoise d'Amboise a laissé quelques exhortations :
- « Faites, sur toutes choses, que Dieu soit le mieux aimé ! »
- « Que l’amie de Dieu se délaisse soi-même et suive le chemin de Jésus-Christ… Qu’elle persévère humble et attentive en sa prière et oraison. »
- « La paisible qui est enfant de Dieu ne sera point abandonnée du Père. »
- « Qu’elle soit simple et humble, qu’elle soit aussi pacifique, qu’elle soit en la charité de Dieu transformée… »
- « Soit entre toutes, alliance de charité ! »
- « Religion sans charité n’est que corps sans âme et fontaine sans eau ! »

## Hommages
En Loire-Atlantique
- Un autel, œuvre du sculpteur d'art religieux nantais Pierre Potet (1824-1901), dédié à la bienheureuse Françoise d'Amboise (XIXème siècle), ainsi que deux vitraux, dans la chapelle du Lycée professionnel hôtelier Daniel Brottier, anciennement petit séminaire des Couëts (de 1842 à 1974). Il contenait, jusqu'en 1985, 3 reliques de la bienheureuse au-dessus du tabernacles, accompagnées de deux tableaux de Pierre Machard, fils de Jules Machard. Sur décision du vicaire général, les reliques, dont deux manquantes, furent déposées au carmel de Nantes. Les tableaux, au trésor de la cathédrale de Nantes[17].
- Le Centre de Préformation Françoise d'Amboise des Apprentis d'Auteuil à Bouguenais.
- Le lycée Françoise-d'Amboise à Nantes (établissement secondaire privé remontant à 1857)[18].
- Un trois-mâts barque Françoise d'Amboise lancé le 18 mai 1901 aux chantiers Dubigeon de Chantenay pour la Société Bretonne de Navigation dont le siège était situé 2 rue Contrescarpe à Nantes[19].
- Un reliquaire des saints Salomon, Françoise d'Amboise et Julien de Brioude, à l'église de Guérande
- Une statue dans la chapelle Notre-Dame de Bon-Garant à Sautron, vêtue en duchesse.
- Une croix de la Bonne Duchesse à Vigneux-de-Bretagne.

En Ille-et-Vilaine
- Un vitrail à l'église paroissiale Saint-Martin de Bain-de-Bretagne
- Un vitrail dans le Prieuré de chanoines réguliers, église paroissiale Notre-Dame à Bourg-des-Comptes
- Un vitrail dans l'église Notre-Dame de Combourg
- Une grotte aux Vauzelles à Grand-Fougeray.
- Un vitrail dans l'église Saint-Martin de Chavagnes
- Un vitrail dans la chapelle des Carmes de Rennes.

En Morbihan
- L'école Françoise d'Amboise à La Chapelle-Gaceline.
- Un vitrail dans la basilique Notre-Dame du Roncier à Josselin
- Un vitrail dans l'église de Gourin
- sur d'anciennes cartes postales, le Château de Pierre II à Guingamp était nommé château de Françoise d'Amboise
- Un reliquaire, un vitrail et une statue dans l'église paroissiale Saint-Gentien, au bourg de Pluherlin ainsi que la salle, la porte et une ancienne école Françoise d'Amboise.
- Un vitrail représentant la duchesse en prière avec les dames de sa cour, dans l'église Saint-Clair de Réguiny.
- Une statue du XVIe siècle dans l'église collégiale Notre-Dame-de-la-Tronchaye à Rochefort-en-Terre (Morbihan).
- Un vitrail dans l'église Saint-Saturnin de Sarzeau
- Une statue faisant partie du retable de Saint Fiacre, exécuté vers 1738, dans l'Église Saint-Patern de Vannes
- Un vitrail dans la cathédrale Saint-Pierre de Vannes représentant sa première communion (reçue très jeune)
- L'école primaire bilingue Françoise d'Amboise (en breton : Skol Divyezhek Franseza Amboaz) à Vannes.
- La rue Françoise d'Amboise à Vannes, ainsi nommée le 26 mai 1897 et une autre à Malansac.
- Une verrière dans l'église saint Armel de Ploërmel illustrant en six vitraux les étapes de la vie de Françoise d'Amboise

En Finistère
- Un vitrail représentant l'éducation de Françoise d'Amboise par le duc Jean V de Bretagne et la duchesse ; dans l'église Saint-Michel de Lesneven
- Un vitrail dans l'église Saint-Pierre de Plounéour-Trez
- Un vitrail dans l'Église Notre-Dame-des-Carmes de Pont-l'Abbé.
- Un vitrail dans la cathédrale Saint-Paul-Aurélien de Saint-Pol-de-Léon

En Côtes d'Armor
- Un vitrail dans la basilique Saint-Sauveur de Dinan
- Un vitrail dans l'église Notre-Dame de Bon Secours de Guingamp
- Une fresque du XIXe siècle accompagnant saint Malo, saint Melaine, saint Judicaël, saint Maurice et sainte Jeanne d'Arc au-dessus d'une chapelle latérale de l'église Saint-Pierre et Saint-Paul de Pléneuf-Val-André contenant les fonts baptismaux.
- Une statue du XIXe siècle sur un retable de l'église paroissiale Saint-Georges à Pleubian (Côtes-d'Armor).
- Un vitrail dans l'église Saints-Pierre-et-Paul de Ploubalay

En Deux-Sèvres
- Un vitrail de l'église Saint-Médard de Thouars représentant le Sacré-Cœur de Jésus entre la bienheureuse Françoise d'Amboise présentée par saint François d'Assise et la bienheureuse Marguerite Marie Alacoque présentée par saint François de Sales. Atelier Lucien-Léopold Lobin de Tours. 1892.

En Val-d'Oise
- Un vitrail dans la Collégiale Saint-Martin de Montmorency représentant son retour forcé à la cour en vue de la contraindre au mariage et un autre, vêtue en duchesse ou elle présente François de La Rochepot, frère d'Anne de Montmorency.

En  Israël
- Une peinture du XIXe siècle représentant les saintes carmélites, dont Françoise d'Amboise au Monastère Stella Maris à Haïfa

En  Allemagne
- Une statue réalisée par Paolo d'Allio en 1705 dans l'église carmélite de Straubing accompagnant celle de Jeanne de Toulouse sur l'autel de sainte Thérèse d'Avila.

Au  Royaume-Uni
- Une icône commune avec Jean Soreth au sanctuaire national de Saint Jude à Faversham dans le Kent